# Гудович, Василий Васильевич (1866)
Граф Васи́лий Васи́льевич Гудо́вич (1866, Черниговская губерния — 1945, Ницца) — русский общественный деятель и политик, санкт-петербургский губернский предводитель дворянства в 1903—1908 гг., в должности шталмейстера.

## Биография
Из графского рода Гудовичей, старший брат кутаисского губернатора А. В. Гудовича. Землевладелец Черниговской губернии (родовые 3000 десятин), строитель псевдофахверкового особняка на Парковой улице — одной из достопримечательностей Царского Села.
По окончании Николаевского кавалерийского училища в 1888 году выпущен был корнетом в лейб-гвардии Конный полк. В 1899 году вышел в запас в чине штабс-ротмистра. В том же году был избран Санкт-Петербургским уездным предводителем дворянства, а в 1903 году — губернским предводителем дворянства. В 1901 году был пожалован в камер-юнкеры, а в 1904 году — придворным званием «в должности шталмейстера».
Осенью 1905 года вошел в число членов петербургского Клуба общественных деятелей. После провозглашения Октябрьского манифеста стал одним из основателей Союза 17 октября, состоял товарищем председателя ЦК партии и председателем петербургского городского совета октябристов. Кроме того, в 1905—1908 годах был председателем Российского автомобильного общества.
В 1908 году оставил должность губернского предводителя дворянства, был произведен в действительные статские советники и причислен к Министерству внутренних дел. Состоял председателем правления Федоровского золотопромышленного общества и членом правления Невьянского горнопромышленного акционерного общества.
В эмиграции во Франции. Скончался в 1945 году в Ницце. Похоронен на кладбище Кокад.

## Семья
Был женат дважды. С 4 апреля 1893 года был женат на княжне Надежде Петровне Гагариной (1873—1915), дочери князя Петра Дмитриевича Гагарина и графини Анастасии Александровны Стенбок-Фермор, внучке известной предпринимательницы Н.А. Стенбок-Фермор. Их дети:
- Василий (1894—1961), в эмиграции во Франции. Был женат на Елене Сергеевне Елисеевой (1892—1970), детей не имел.
- Пётр (1895—1914), убит в бою под Каушеном.
- Анастасия (1897—1988), с 10 сентября 1917 г. замужем[1] за Сергеем Павловичем Родзянко (1895—1979).

С 1920 года был женат на Нине Ивановне Подониковой (1900—1946). Их сын Александр (1923—1984, Лас-Вегас) был холост, детей не имел.

## Награды
- Орден Святого Станислава 2-й ст. (1901)
- Орден Святого Владимира 3-й ст. (1914)
- Орден Святого Станислава 1-й ст. (1915)

Иностранные:
- французский Орден Почетного легиона, офицерский крест (1904)